# 勘驗
勘驗是刑事訴訟上一種調查證據之方式，係指勘驗人純粹以五官去感知物的存在和狀態的過程，例如檢察官到犯罪現場單純地看或聽聞犯罪現場的狀況。勘驗通常會做成勘驗筆錄，在遇到一些難以扣押而於法院提出的證據時（例如體積過大或保存不易），通常也會以勘驗筆錄作為證據提出。

## 参看
- 台灣的刑事訴訟制度